# Wimmeria lanceolata
Wimmeria lanceolata là một loài thực vật có hoa trong họ Dây gối. Loài này được Rose miêu tả khoa học đầu tiên năm 1909.